# Tilleul argenté pleureur
Tilia petiolaris
Espèce
Classification phylogénétique
Le tilleul argenté pleureur ou tilleul de Hongrie (Tilia petiolaris) est une espèce d'arbre originaire du Proche-Orient et de l’Asie Mineure appartenant à la famille des Tiliaceae.

## Description
Cette espèce produit de grands arbres à port arrondi pouvant atteindre 30-35 m de haut, avec les jeunes rameaux duveteux.
Ses feuilles aux nervures marquées sont caduques, simples, cordiformes dentées et longuement pétiolées. Elles sont de couleur vert sombre au revers feutré de blanc argenté en été et prennent une belle coloration jaune doré en automne.
La floraison donne des grappes de fleurs jaune pâle, parfumées, très abondantes en juillet-août.

## Culture
Il aime tous les sols profonds, bien drainés et frais. Il supporte bien la sécheresse.
C'est une espèce à croissance rapide sous climat tempéré ; il supporte bien la taille.

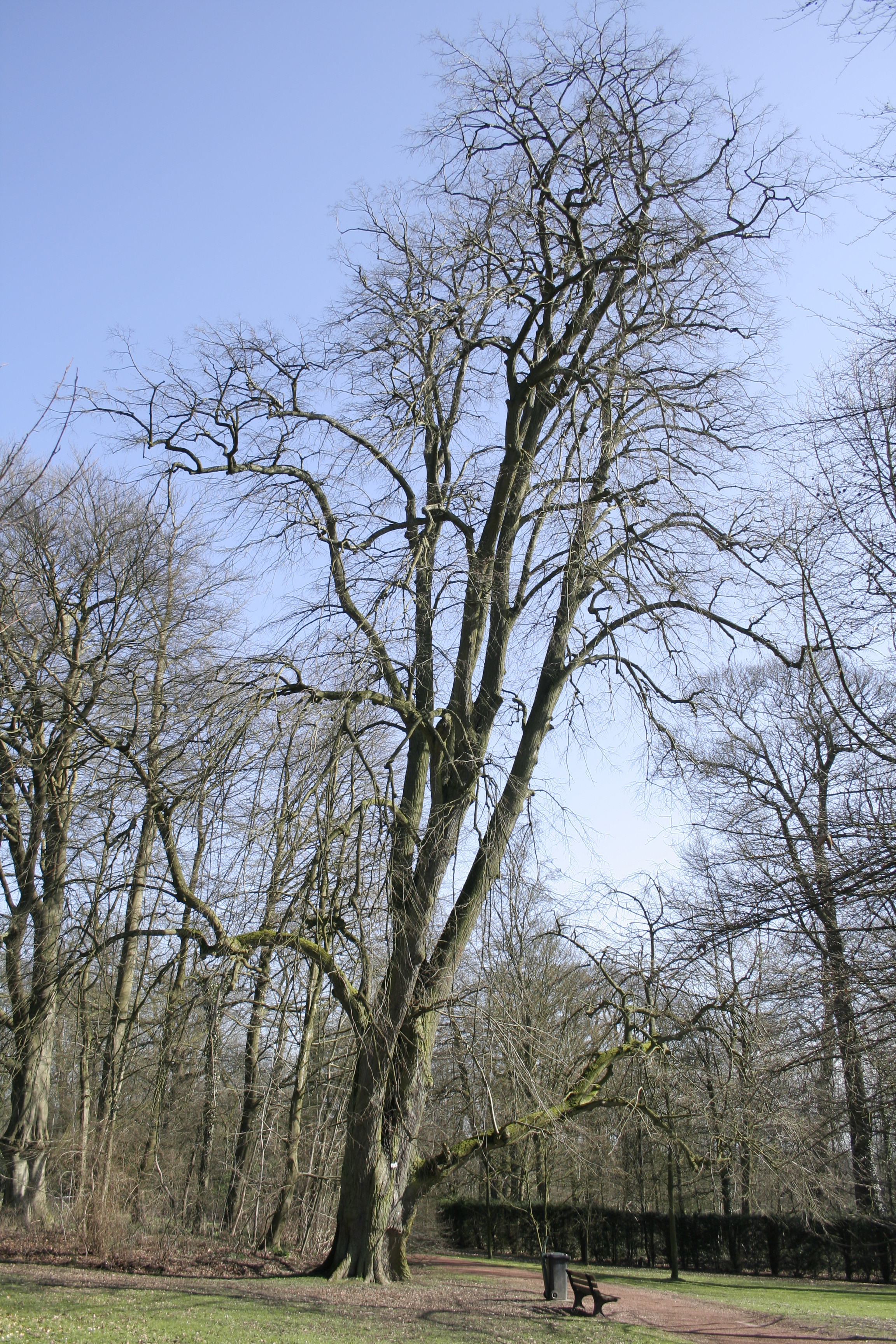
Tilleul argenté pleureur en hiver.

## Utilisation
Sa floraison abondante en fait une plante mellifère remarquable et son feuillage un arbre d’ornementation apprécié dans les parcs.
Les propriétés médicinales de ses fleurs sont connues depuis longtemps en phytothérapie.  Quant à son bois léger, il est apprécié des sculpteurs.